# All Time Low (The Wanted)
All Time Low è un brano musicale pop della boy band britannica The Wanted, scritto da Steve Mac, Wayne Hector ed Ed Drewett. Il brano è stato pubblicato come primo singolo estratto dall'album The Wanted il 25 luglio 2010 in versione digitale ed il 26 luglio 2010 su CD dalla Geffen Records. Il singolo ha raggiunto la vetta della classifica britannica e la diciannovesima posizione della classifica irlandese.

## Tracce
Download digitale
1. All Time Low – 3:23
2. All Time Low (D.O.N.S. Remix Radio Edit) – 3:39
3. All Time Low (Digital Dog Club Mix) - 6:04
4. All Time Low (Digital Dog Radio Edit) - 3:21

CD singolo (include un poster della band)
1. All Time Low – 3:23
2. Fight for This Love (Steve Kipner, Wayne Wilkins, Andre Merritt) – 3:26

## Classifiche
| Classifica (2010) | Posizione più alta |
| ----------------- | ------------------ |
| Europa            | 50                 |
| Germania          | 44                 |
| Irlanda           | 13                 |
| Scozia            | 1                  |
| Regno Unito       | 1                  |